# 若纳唐·马尔谢索
若纳唐·马尔谢索（法語：Jonathan Marchessault，/ˈmɑːrʃəsoʊ/；1990年12月27日—），出生姓氏为奥迪-马尔谢索（Audy-Marchessault），加拿大魁北克市人，职业冰球运动员，效力于北美国家冰球联盟的维加斯金骑士队，司职前锋。马尔谢索曾效力于哥伦布蓝衣、坦帕湾闪电和佛罗里达美洲豹队。
在2017年NHL扩张选秀中被新成立的维加斯金骑士队选中后，马尔谢索成为球队进攻核心之一，并帮助金骑士队成为自1967—68赛季聖路易斯藍調队以来第一支在首赛季就打进斯坦利杯总决赛的扩军球队。在2023年斯坦利杯总决赛中，马尔谢索以“最有价值球员”（MVP）的身份赢得康恩·史密斯奖杯，成为自1988年韦恩·格雷茨基以来第一位赢得该奖项的非选秀球员。马尔谢索帮助维加斯金骑士队成为第六支在成立前六年中就赢得斯坦利杯的球队。